# Erich Loest

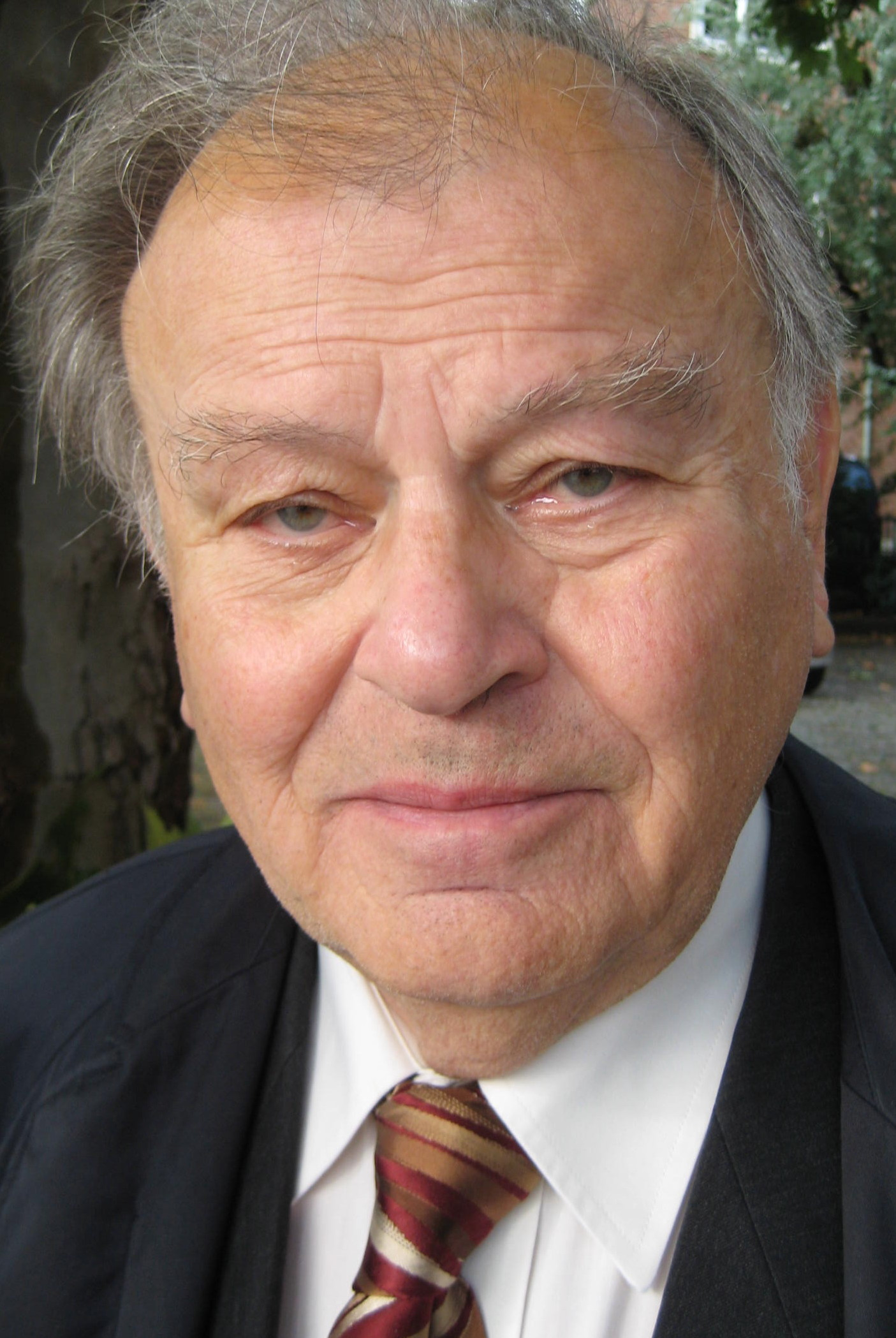
Erich Loest.

Erich Loest (24 de febrero de 1926-12 de septiembre de 2013) fue un escritor alemán nacido en Mittweida, Sajonia. También escribió bajo el seudónimo de Hans Walldorf, Bernd Diksen y Waldemar Naß.

## Vida y carrera
Fue un soldado conscripto en la Segunda Guerra Mundial y un miembro del Partido Nazi, capturado por tropas estadounidenses en 1945. En 1947 se unió al Partido Comunista de Alemania Oriental y se convirtió en un periodista del Leipziger Volkszeitung. Desde 1957 hasta 1964 estuvo detenido como prisionero de guerra en una cárcel de la Stasi en Bautzen por "konterrevolutionärer Gruppenbildung (agrupación contrarrevolucionaria)". Durante ese periodo no se le permitió escribir.
De 1965 a 1975, escribió once novelas y 30 relatos cortos, algunos bajo seudónimos. En 1979 fue condenado al ostracismo de la Alemania del Este y no regresó hasta después de la caída del Muro de Berlín en 1990.
En 1995, Frank Beyer dirigió la película Nikolaikirche, escrita en un principio como un guion de Loest, y que más tarde se convirtió en una novela. En sus últimos años, Loest enfermó gravemente y anunció en una ceremonia de la Academia de las Artes en 2010 que no tenía fuerzas para escribir otra novela. El 12 de septiembre de 2013 se suicidó al tirarse por la ventana de un segundo piso de un hospital. Tenía 87 años de edad.